# Клод Пойє
Клод Сервас Матіас Пойє (16 лютого 1790 — 14 червня 1868) — французький фізик і професор фізики в Сорбонні та член Французької академії наук (обраний 1837).

## Біографія
Він вивчав науки в École Normale в Парижі, а з 1829 по 1849 роки і співпрацював з консерваторією мистецтв та ремесел (Conservatoire des Arts et Métiers), спочатку як професор, а з 1832 року — адміністратор. Після смерті П'єра Луї Дюлонга в 1838 році очолив кафедру фізики на факультеті наук. Він не довгий час очолював кафедру фізики в Політехніці (1831), де його змінив Сесар Деспрец у 1831 році та Габріель Ламе в 1832-му.
У 1852 році він був примусово звільнений з факультету наук, тому, що відмовився скласти присягу на вірність імператорському уряду, який взяв владу наприкінці 1851 року.

## Наукові дослідження
Ефект Пойє отримав назву від явища, яке він опублікував у 1822 р. про екзотермічну реакцію, отриману при змочуванні сухого піску.
Він розробив піргеліометр, між 1837 і 1838 рр. та зробив перші кількісні вимірювання сонячної сталої. Його оцінка становила 1228 Вт/м2, що дуже близьке до існуючої оцінки 1367 Вт/м2. Неправильно застосувавши закон Дюлонга-Пті, він визначив температуру поверхні Сонця приблизно 1800 °C. Це значення було виправлено в 1879 р. до 5430°С Йозефом Стефаном (1835—1893).
Пойє опублікував праці з оптики, електрики, магнетизму, метеорології, фотографії та фотометрії. У галузі оптики він проводив дослідження дифракційних явищ. У своїх дослідженнях електрики він сконструював синусоїдні та дотичні гальванометри. Він розробив і відкоригував роботу Жозефа Фур'є щодо температури поверхні землі, розробивши перше реальне математичне запобігаання парникового ефекту. Він припускав, що водяна пара та вуглекислий газ в атмосфері можуть утворювати стабільний шар від інфрачервоного випромінювання, достатньо прогріваючи землю, щоб підтримати життя рослин та тварин.
Його відомий підручник з фізики та метеорології Елементи експериментальної фізики та метеорології (франц.Éléments de physique expérimentale et de météorologie) був опублікований у чотирьох частинах. Крім того, його переклав німецькою мовою Йоганн Генріх Якоб Мюллер і опублікував під назвою Підручник фізики та метеорології (нім.Lehrbuch der Physik und Meteorologie).
Сванте Арреніус (1896) цитував велику роботу Пойє. 
|                              |
| Pouillet pyrheliometer, 1863 |

|                                                                                                 |
| Pouillet Tangent Galvanometer on display at Musée d'histoire des sciences de la Ville de Genève |